# 信用組合横浜華銀

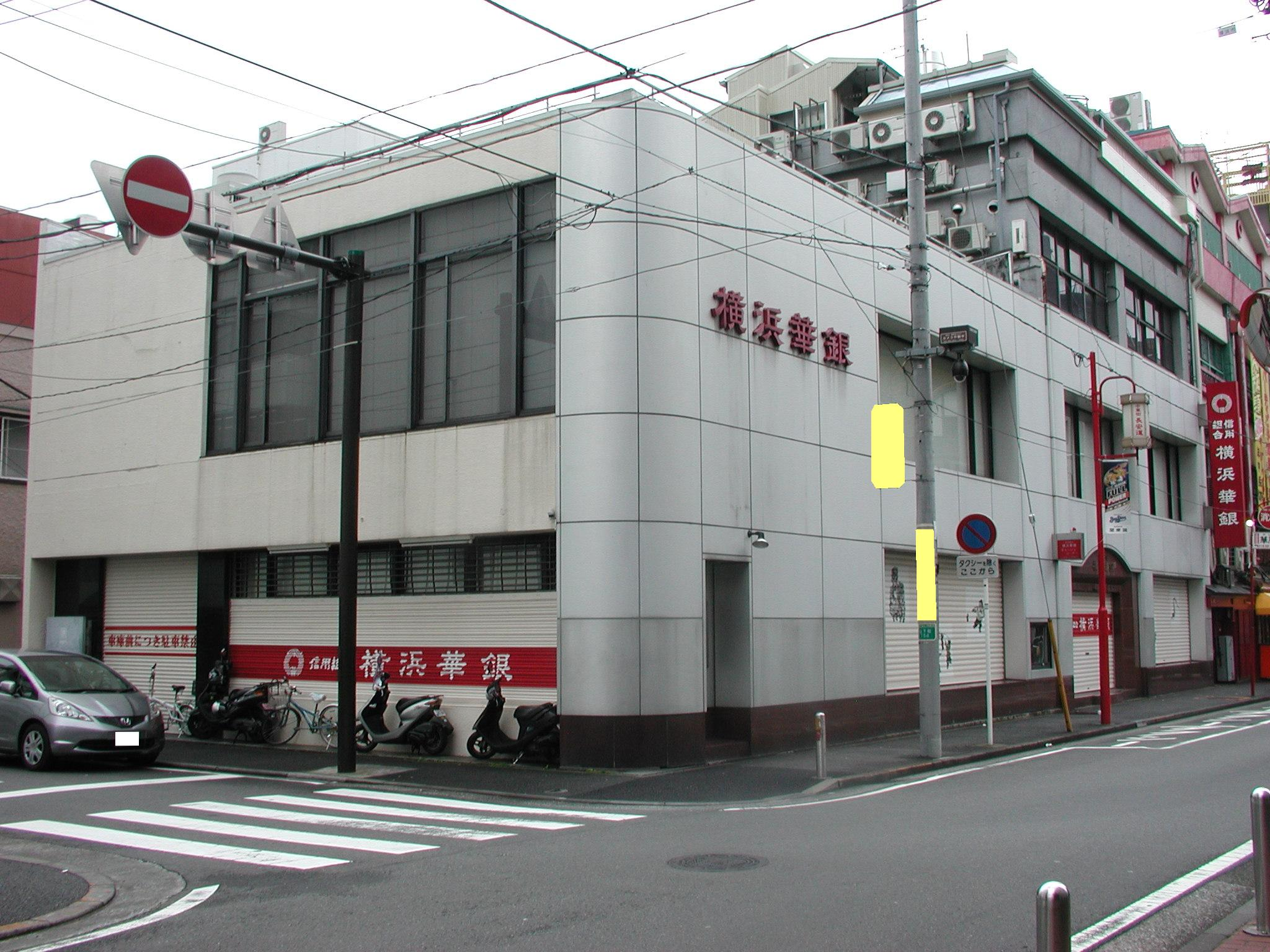
本店（2010年4月撮影）

信用組合横浜華銀（しんようくみあいよこはまかぎん）は、神奈川県横浜市中区に本店を置く信用組合。
横浜在住の華僑・華人の出資により設立された金融機関である。
ATMでは、しんくみ お得ねっと提携信用組合のカードによる出金は自組合扱いとなる。
信用組合広島商銀とともに「信用組合」の名称が末尾に来ない珍しい名称の信用組合である。

## 沿革
- 1952年12月 信用組合国際興業合作社として設立。
- 1954年5月 信用組合横浜華銀と改称する。

### 営業エリア
- 横浜市中区

## 営業店舗
- 本店（001）神奈川県横浜市中区山下町154[2]